# Orbilia coccinella
Orbilia coccinella (Fr.) Fr. – gatunek grzybów workowych.

## Systematyka i nazewnictwo
Pozycja w klasyfikacji według Index Fungorum: Orbiliaceae, Orbiliales, Orbiliomycetidae, Orbiliomycetes, Pezizomycotina, Ascomycota, Fungi.
Po raz pierwszy gatunek ten opisał Elias Fries w 1849 r. Synonimy:
- Calloria coccinella (Fr.) W. Phillips 1887
- Calloria coccinella f. condensata W. Phillips 1887
- Mollisia coccinella (Fr.) Gillet 1882
- Orbilia coccinella var. versicolor Grelet & Croz. 1928
- Peziza coccinella Sommerf. 1826[2]

Nazwa polska według atlasu grzybów.

## Morfologia
Owocniki
Galaretowate, o średnicy 0,4–0,8 mm, początkowo jasnoróżowe, później blado żółtawo-kremowe, półprzezroczyste, okrągłe lub bocznie ściśnięte, występujące w rozproszeniu lub w małych grupach, na powierzchni podłoża, lub w szczelinach. Tarczka owocnika lekko wklęsła do płaskiej, brzeg wyraźny, drobno szorstki lub karbowany. Po wysuszeniu zmieniają barwę na czerwoną.
Cechy mikroskopowe
Worki 40–54 × 3,3–4 μm, 16-zarodnikowe (zwykle 14–16 zarodników, czasami tylko 8). Zarodniki w górnej części worka w dwóch rzędach, w dolnej w jednym rzędzie, zorientowane we wszystkich kierunkach. Podstawa worka osadzona na krótkim lub długim, cienkim lub grubym i wygiętym trzonku. Askospory w stanie dojrzałym 2,5–3,2 lub rzadko 3,3–4,2 × 1,1–1,3(–1,5) μm, bardzo silnie wygięte (półkoliste, zgięte o około 160–270°), z wierzchołkiem zaokrąglonym lub rozwartym, często poniżej lekko lub mocno zwężonym do krótkiego ogona, który rzadko ma bulwiasty koniec. Wstawki wierzchołkowo nienadęte, także nieco łopatkowate lub butelkowate, końcowe o wymiarach 20–32 × 1,5–3 μm, niewiele przekraczające worki, komórki dolne 6–12 × 1,2–2,2 μm, zwykle nierozgałęzione.
Gatunki podobne
Orbilia coccinella jest łatwo rozpoznawalna po workach 16-zarodnikowych i małych, bardzo silnych zakrzywionych (nerkowatych), gładkich askosporach, częściowo silnie osłabionych w dolnym końcu, gdzie tworzą krótki ogonek. Nieco podobne zarodniki mają Orbilia fabacearum i Orbilia subfabacearum, ale nigdy nie są one tak heteropolarne jak u O. coccinella, ponadto powstają w workach 8-zarodnikowych. Charakterystyczną cechą O. coccinella jest także dużo ciemniejszy kolor owocników po wysuszeniu (w eksykatach).
Anamorfa nie jest znana.

## Występowanie
Znane jest jej występowanie Orbilia coccinellaw Ameryce Północnej, Europie, Azji i Australii. W Polsce M.A. Chmiel w 2006 r. przytoczyła 5 stanowisk, w późniejszych latach podano następne.
Grzyb saprotroficzny występujący na drewnie i korze drzew liściastych i iglastych.